# In Licinium Macrum
L'Oratio in Gaium Licinium Macrum (Orazione contro Gaio Licinio Macro), meglio nota semplicemente come In Licinium Macrum o In Gaium Licinium Macrum, è un discorso giudiziario pronunciato nel 66 a.C. dall'oratore romano Marco Tullio Cicerone.
Cicerone pronunciò la In Licinium Macrum mentre ricopriva la pretura; poiché nello stesso anno aveva supportato con l'orazione De imperio Gn. Pompei la lex Manilia, che prevedeva l'assegnazione a Gneo Pompeo Magno della guerra contro Mitridate VI Eupatore, re del Ponto, ed era dunque appoggiata soprattutto dal ceto equestre e dai populares, Cicerone, cui era stata affidata la presidenza del tribunale per i reati di concussione, scelse di favorire la condanna di Macro, esponente in vista della fazione dei populares, per migliorare i suoi rapporti con la fazione degli optimates. Sebbene lo storico Gaio Sallustio Crispo abbia parlato di Macro come fautore di un'attività tribunizia moderata e sana, lontana dai tentativi di strumentalizzazione dei moti della plebe, l'intervento di Cicerone ebbe con grande probabilità un peso decisivo nel determinare la condanna di Macro, che scelse dunque il suicidio. Commentando l'episodio, lo stesso Cicerone avrebbe poco più tardi scritto all'amico Tito Pomponio Attico che, tramite la sua azione al processo, aveva consolidato la sua buona reputazione, ottenendo risultati migliori di quelli che avrebbe conseguito se avesse scelto di battersi per l'assoluzione dell'imputato.